# Запис Јовановића храст (Рибник)
Запис Јовановића храст (Рибник) се налази на парцели чији је власник Јовановић Радосав.

## Локација
| Општина             | Јагодина                                                         |
| Катастарска општина | Рибник                                                           |
| Потес               | Караула                                                          |
| Координате          | 44° 01′ 38″ С; 21° 12′ 43″ И / 44.027299999999997° С; 21.2119° И |
| Надморска висина    | 222m                                                             |

## Карактеристике
Дендрометријске вредности утврђене на терену и сателитским снимцима:
| Стабло                     | Храст |
| Висина стабла              | m     |
| Обим дебла                 | m     |
| Пречник крошње             | 22m   |
| Пречник дебла              | m     |
| Висина дебла до прве гране | m     |

## База записа
Запис је у оквиру Викимедија пројекта "Запис - Свето дрво" заведен под редним бројем 1200.